# Morris Hirshfield

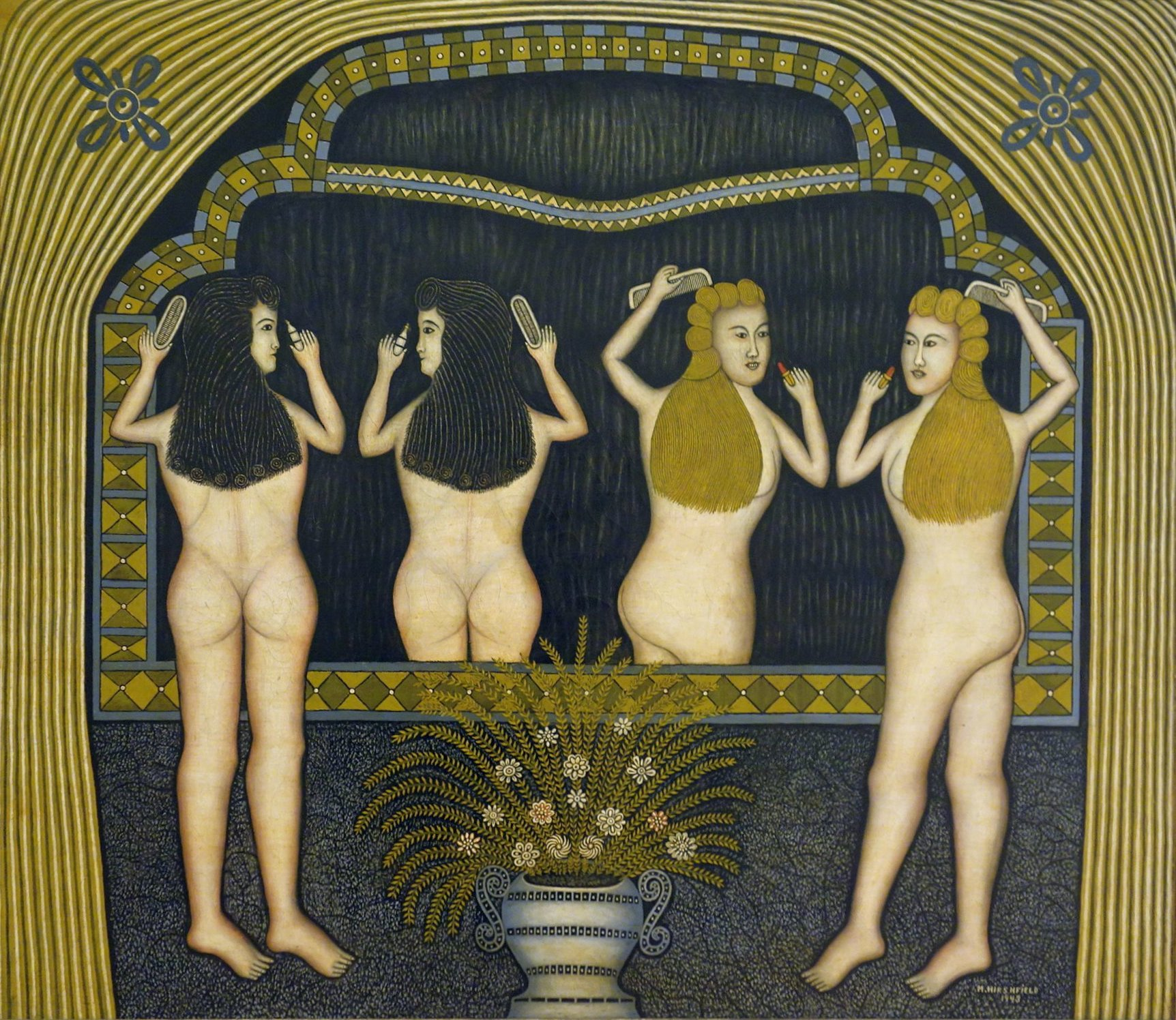
Dwie kobiety przed lustrem z 1943

Morris Hirshfield (ur. 10 kwietnia 1872 w Polsce, zm. 26 lipca 1946 w Brooklynie, Nowy Jork) − amerykański malarz żydowskiego pochodzenia.

## Życiorys
Odkryty przez Sidneya Janisa. W dzieciństwie rzeźbił i malował. Po wyemigrowaniu do USA przez długi czas był krawcem, ale w 1936 z powodu choroby musiał przestać pracować. Wtedy powrócił do malarstwa. zadebiutował dwoma obrazami: Dziewczyna na plaży i Kot angora. Tematem przewodnim jego prac były młode, często nagie dziewczyny m.in. Amerykańska piękność (1942), a także ich lustrzane odbicia. Malował też bajkowo przedstawiany pejzaż ojczyzny. Od 1939 jego prace wystawiane były m.in. w Museum of Modern Art w Nowym Jorku.

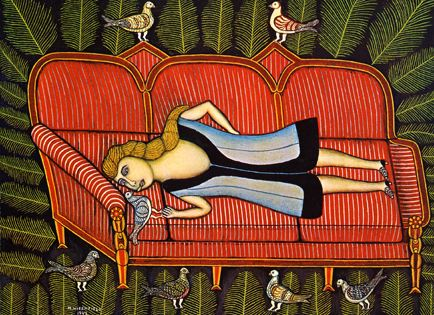
Dziewczyna z gołębiami z 1942

## Prace
- Dziewczyna na plaży
- Kot angora
- Dziewczyna z lustrem (1940)
- Tygrys (1940)
- Cztery koty (1941)
- Amerykańska piękność (1942)
- Rodzina lampartów (1943)